# Joint (singolo)
"Joint", scrivibile anche "JOINT", è il quinto maxi singolo della cantante giapponese J-pop Mami Kawada, con entrambe le tracce in esso contenute pubblicate nel suo album del 2008 Savia album. Esso contiene quattro tracce, i due brani JOINT e Triangle nelle versioni regolare e solo strumentale, raggiungendo la durata di 17:40 minuti. Entrambi i brani sono stati utilizzati come colonna sonora della seconda stagione dell'anime Shakugan no Shana: il primo come sigla di apertura e il secondo come sigla di chiusura. Geneon Entertainment ha pubblicato il singolo il 31 ottobre 2007 in edizione regolare (GNCA-86) con il solo CD e in edizione limitata con CD e DVD (GNCA-85), contenente il video musicale del brano "Joint".

## Accoglienza
Il singolo ha raggiunto il nono posto nella classifica settimanale di Oricon ed è rimasto in tale classifica per diciannove settimane.

## Lista tracce
1. "Joint" – 4:01
Testi: Mami Kawada[1]
Composizione: Tomoyuki Nakazawa[1]
Arrangiamento: Tomoyuki Nakazawa, Takeshi Ozaki[1]
2. "Triangle" – 4:50
Testi: Mami Kawada[1]
Composizione e arrangiamento: Kazuya Takase[1]
3. "Joint (Instrumental)" – 4:01
4. "Triangle (Instrumental)" – 4:48